# Chiesa di Sant'Angelo (Rozzano)
La chiesa di Sant'Angelo è una chiesa parrocchiale di Rozzano, sita nel pieno centro della città, a breve distanza dal municipio.

## Storia
La chiesa di Sant'Angelo fu prevista come parte del nuovo quartiere IACP, costruito nella seconda metà degli anni sessanta del XX secolo.
La parrocchia, dedicata a Sant'Angelo, venne istituita nel 1967 con un decreto dell'arcivescovo cardinale Colombo, ricavandone il territorio dalle parrocchie di Sant’Ambrogio di Rozzano e di San Giorgio di Pontesesto.
La costruzione della chiesa, progettata dagli architetti Mario Asnago, Claudio Vender e Mario Vender, venne iniziata nel 1971 e compiuta l'anno seguente.
Dal 2002 al 2008 le stanze della casa parrocchiale vennero affrescate da Valeriano Dalzini. Negli stessi anni lo stesso artista affrescò lo sfondo dell'altare secondario all'interno della chiesa e donò l'acquasantiera, tuttora presente, da lui stesso realizzata.

## Caratteristiche
La chiesa sorge al centro del quartiere IACP, lungo l'asse viario centrale, nei pressi della zona commerciale e del municipio. Essa ha pianta rettangolare, larga 26 metri e profonda 35 metri.
Il disegno delle facciate esterne di caratterizza dall'uso di linee spezzate nelle pareti e nelle aperture; il tetto, a capanna, è dominato da un'alta croce. L'interno, anch'esso privo di decorazioni, è movimentato dalle travi strutturali e dal disegno delle aperture, che determinano un'illuminazione varia e ricca di contrasti.